# Katiúscia Ribeiro
Katiúscia Ribeiro Pontes (Rio de Janeiro, 7 de outubro de 1980), nascida e criada em um quilombo no Rio Grande do Sul, é uma filósofa, autora, palestrante, pesquisadora e apresentadora de televisão brasileira, especializada em filosofia africana. Seu trabalho aborda o kemetismo, uma área do conhecimento que busca resgatar o pensamento e a religião do Antigo Egito (kemet é o nome dado pelos egípcios a seu próprio país), e o mulherismo africano, que busca restabelecer a emancipação da população negra.
Ela é graduada em Filosofia pela Universidade Federal do Rio de Janeiro (UFRJ) e é mestre em Filosofia e Ensino com a dissertação "Kemet, Escolas e Arcadeas - A Filosofia Africana no Combate ao Racismo Epistêmico e a Lei 10.639/03". É, também, professora de filosofia e coordenadora do Laboratório de Africologia e Estudos Ameríndios Geru Maã de Africologia e Estudos Ameríndios, da UFRJ.
Fundadora e Ceo do Instituto Ajeum Filosófico, que tem como intuito propagar o ensino das filosofias africanas para emancipação da população negra diáspórica.
Tem um programa de televisão, no canal GNT, chamado O Futuro é Ancestral, no qual trata dessa temática, buscando ligar o cotidiano a questões filosóficas elaboradas por pensadores negros. A filósofa procura estabelecer uma ligação entre o conhecimento formal acadêmico e o grande público. O programa está também disponível nas plataformas Globoplay e YouTube.